# Discovery Club
Discovery Club, voorheen Château Christal, is een interactieve darkride in het Nederlandse attractiepark Avonturenpark Hellendoorn. Discovery Club is de oudste interactieve darkride van Nederland.

## Rit

### Wachtrij
Het exterieur van de attractie is een landhuis dat vervallen oogt. De attractie bevindt zich echter niet in het landhuis, maar volledig ondergronds. De betonnen plaat voor het gebouw markeert de locatie van de attractie, maar wordt gemaskeerd door een speeltuin. De entree van de attractie bevindt zich naast het landhuis. De bezoekersstroom wordt gereguleerd door middel van een draaihek dat een aantal personen per keer doorlaat en daarna voor onbepaalde tijd blokkeert. Na het draaihek verloopt de wachtrij via een gedecoreerde gang en wenteltrap naar het station. In de wachtrij zijn diverse speciale effecten aangebracht, zoals geluidseffecten. Deze geluidseffecten zijn te activeren door bezoekers als ze hun hand in een van de uithollingen in de muur steekt. Dan is er een blaffende hond of huilende wolf hoorbaar.
Vanaf de opening in 1999 tot en met 2006 verliep de wachtrij op een andere locatie. Het landhuis had een ander exterieur (zo waren de ramen niet afgeplakt en dichtgetimmerd) en rondom het gebouw lag een tuin. Bezoekers betraden het huis via de tuin en kwamen via de voordeur in het huis terecht. In het huis kregen alle bezoekers een voorshow te zien. Deze voorshow is diverse keren aangepast. In 2006 werd de voorshow uit de attractie gehaald. Een paar jaar eerder werd de tuin voor Discovery Club verwijderd en vervangen door een speeltuin. Alleen de twee nooduitgangen staan er nog.

### Station
Het station is een langwerpige ruimte met pilaren en een houten muur. Op het plafond is een schildering van een plattegrond aangebracht. Ook staat er een boekenkast met diverse boeken van allerlei genres en onderwerpen. Bovenaan de muur zijn manen met een gezicht geschilderd. Ook zijn er vier bustes in het station. In het verleden spraken de bustes tegen de bezoekers. Echter is dit effect uitgeschakeld. In de boekenkast staan behalve boeken ook Chinese vazen en twee fotolijsten. In een van de fotolijsten staat een afbeelding van het exterieur van Discovery Club onder het maanlicht en op de tweede is de achtbaan Balagos – Flying Flame afgebeeld. Bij de uitgang van het station is soms een geluidseffect hoorbaar als bezoekers langslopen.

### Rit
Tijdens de rit passeren bezoekers zes scènes. In elke scène lijken bezoekers door een opslagruimte te rijden. De doelwitten activeren een beweging en/of geluidseffect.
Afrika: De eerste scène staat vol met voorwerpen die verwijzen naar Afrika zoals maskers en standbeelden. Ook staan er een paar dieren afgebeeld. Tevensstaan er Egyptische sarcofagen en het hoofd van een sfinx. Wanneer op het doelwit bij de sarcofaag geschoten wordt, opent de sarcofaag zich, waarin zich een mummie staat. Het doelwit bij de ronde pot zorgt evoor dat een slang 'tot leven' komt.
Verwarmingskelder: In deze ruimte staan een aantal ketels en boilers opgesteld. Ernaast staan middeleeuwse attributen zoals een harnas en vlaggen. Bij een van de ketels bevinden zich twee doelwitten vlak onder elkaar. Deze veroorzaken een harde doffe klap als geluidseffect. Een van de andere ketels bevat een geureffect. Echter is dit mechanisme uitgeschakeld, omdat de keuringsinstantie er niet mee akkoord ging.
China: In de derde scène staan attributen opgesteld die verwijzen naar China. Zo staan er terracottasoldaten, een gong, diverse potten, een draak en een beeld van Buddha. De doelwitten in deze scène laten onder meer het hoofd van Buddha en de soldaten draaien.
Opslagruimte: In deze scène zijn voorwerpen te vinden die verwijzen naar de lucht- en scheepvaart zoals een propeller, luchtballon, een reddingsboei en een bel. Ook staan er twee kannen. Het kanon wordt afgevuurd, wanneer raak geschoten wordt op het doelwit en uit de ander verschijnt een vlag met daarop de term 'bang'. Verscholen in een donker hoekje staat een waterspuwer. Deze spoot voorheen water naar de bezoekers. Echter is dit effect uitgeschakeld in verband met legionella. Aan het eind van de scène staan dozen opgesteld. Een van de doelwitten activeert een glazen fles die achterover valt. Ook staat er een vierkant attribuut gehuld in een jute zak. Er hangt een naambordje aan waarop staat 'Chateau Christal'. Een verwijzing naar de eerste naam van de attractie.
Koele kamer: In de koele kamer wordt het idee gewekt dat het er koud is. Zo zijn er bevroren objecten zichtbaar en een pop van een ijsbeer en eland. Ook staat er een ventilator die geactiveerd wordt als het juiste doelwit geraakt wordt.
Elektriciteitscentrale: De laatste scène is de elektriciteitscentrale. Hier staat elektrische apparatuur opgesteld. Het schieten op de doelwitten die hieraan hangen activeren geluidseffecten van elektriciteit. Aan de andere kant van de ruimte staan voorwerpen die verwijzen naar de Verenigde Staten en het Wilde Westen. Zo staan er diverse vaten, een cactus, een kano, Totempaal en een houten wiel van een kar. Aan de muur hangt een gouden adelaar. Voordat het station bereikt wordt, maakt het voertuig een 180 graden draai. Op de muur in deze bocht wordt om de bepaalde tijd een gezicht geprojecteerd.

## Verhaal
Achter de attractie schuilt een verhaal welke in een vijf minuten durende voorshow werd verteld. Oorspronkelijk ging deze over een baron die tijdens zijn wereldreizen souvenirs had verzameld en deze had opgeslagen in de kelder van Château Christal. Vervloekte kristallen zouden de baron hebben doen verdwijnen en de objecten in de kelder tot leven laten komen. De butler van de baron, gespeeld door een acteur, vraagt de bezoekers de objecten in de kelder te verlossen van de vloek door erop te schieten.
Het verhaal werd gewijzigd in 2000. Discovery Club is nu de naam van de attractie, eigendom van Professor Nulnix. Een mislukt experiment heeft ervoor gezorgd dat alle voorwerpen in het huis tot leven zijn gekomen. De professor vraagt de bezoekers daarom om hulp om de voorwerpen weer rustig te maken door met een laserpistool op de doelen te schieten.

## Technisch
Het 135 meter lange transportsysteem bestaat uit negen losse voertuigen die 360 graden om hun eigen as kunnen draaien. Per voertuig is plaats voor maximaal vier personen. Tijdens de rit krijgt iedere bezoeker een laserpistool en krijgt men de gelegenheid om op de 165 doelen te schieten. Aan het eind van de rit krijgt iedere bezoeker zijn score te zien. Het systeem houdt ook bij wat de hoogst behaalde score van de dag en het seizoen is. Op elk voertuig bevinden zich vier speakers waaruit muziek hoorbaar is en het geluidseffect als men schiet. Ook staat er op het voertuig een lampenkamp met het nummer van het voertuig inclusief de letter van de bijbehorende zitplaats. De operator van de attractie bevindt zich in het station van Discovery Club. Naast het einde van de wachtrij bevindt zich het bedieningspaneel. Tegenover de operator hangen aan de muur drie schermen waarop het beeld van twaalf camera's zichtbaar is. De camerabewaking in de attractie werd in 2014 geïnstalleerd. Ook hangen er spiegels, zodat tijdens het in- en uitstappen zicht is op alle zitplaatsen.
De controlekamer waar de volledige aansturing van de darkride zich bevindt ligt tussen het station en de eerste scène. Deze ruimte is niet zichtbaar voor bezoekers. Ook bevindt hier zich de server die de puntentelling bij houdt. Elk voertuig heeft zijn eigen 'identificatie' en stuurt via sensoren langs de baan na elke scène de punten door aan de computer. De computer telt alle punten aan het eind van de rit op en toont deze op het scorebord bij de uitgang. Achter de schermen staat een persluchttank die de decorstukken in beweging kan laten brengen. In 2017 in het puntentellingssysteem geüpdatet. Het werkte op MS-DOS en werd vervangen door een moderne versie van Microsoft Windows. Ook de laserpistolen werden vervangen, evenals de doelwitten.
Naast het station bevindt zich de werkplaats waar voertuigen onderhouden en/of gerepareerd kunnen worden. Deze technische ruimte ligt verscholen achter een houten deur. Voertuigen kunnen van de baan getild worden door middel van een ijzeren kraan.

### Bouw
De attractie kostte 7 miljoen gulden om te bouwen, waarvan ƒ 680.000 besteed werd aan decoratie. Het Duitse bedrijf Heimo was verantwoordelijk voor de decoratie. Het kostte het bedrijf drie maanden planning, vijf maanden voor de productie en zes weken om de decoratie aan te brengen.

## Afbeeldingen

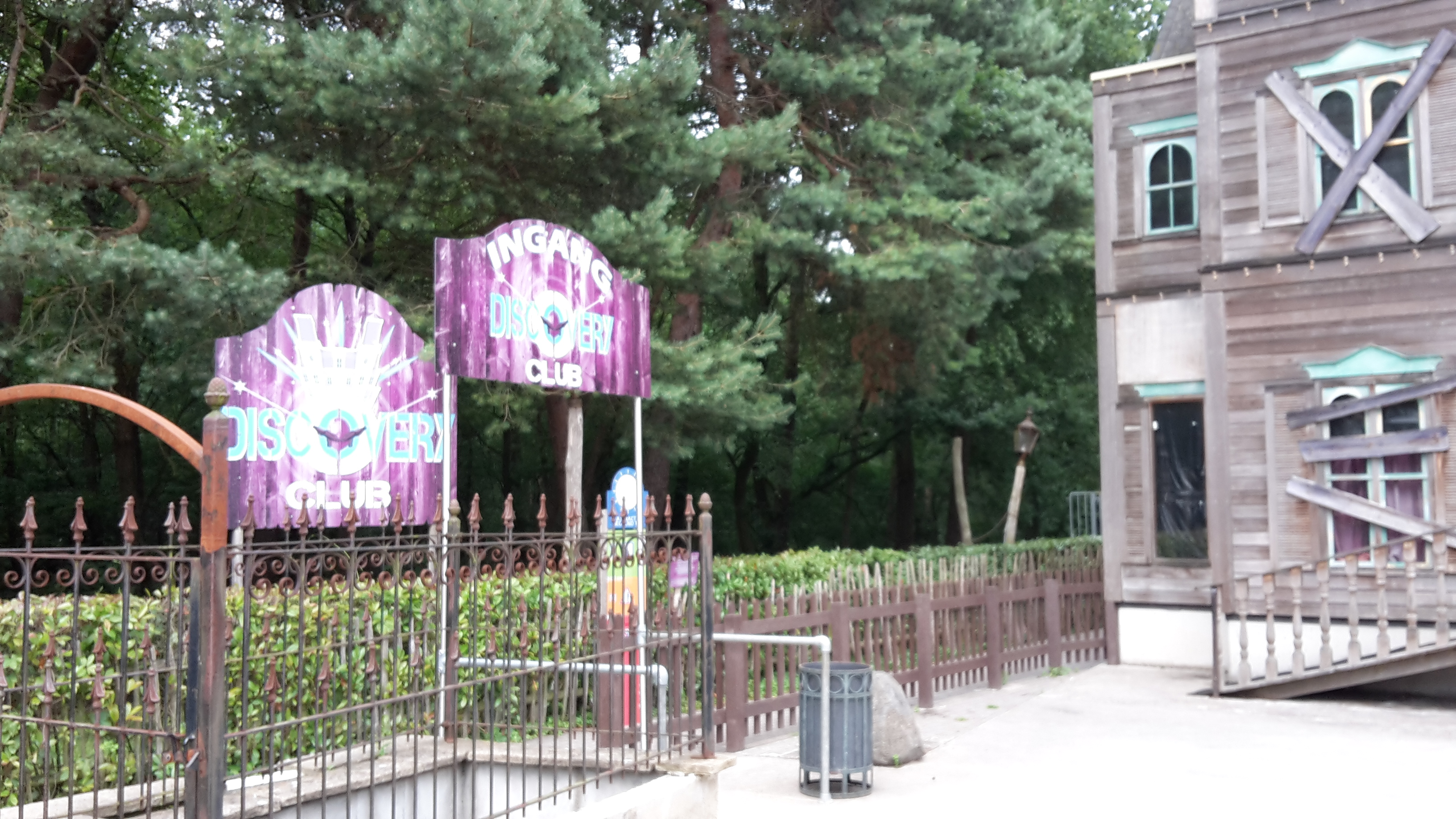
Entree
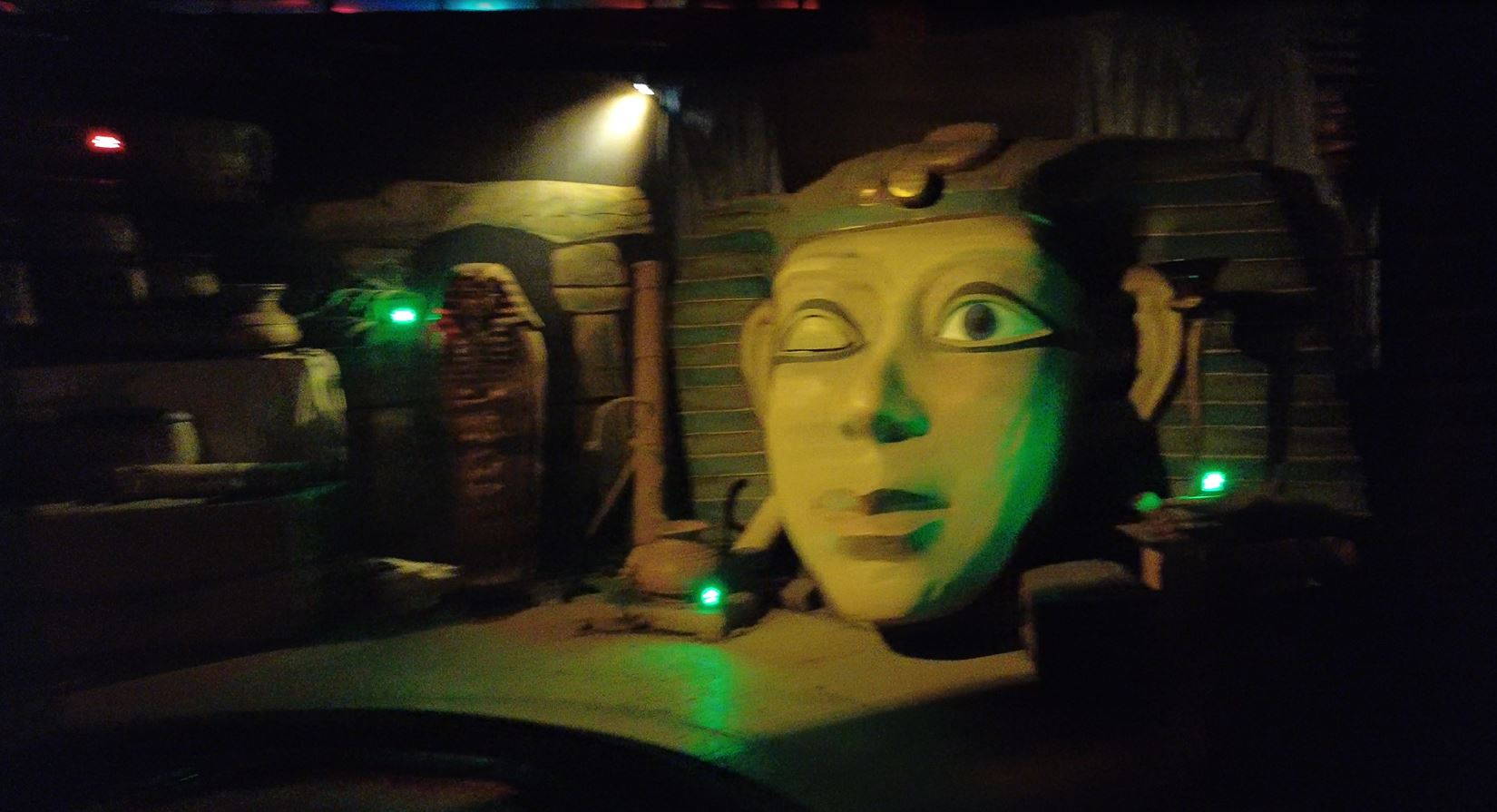
Scène: Afrika
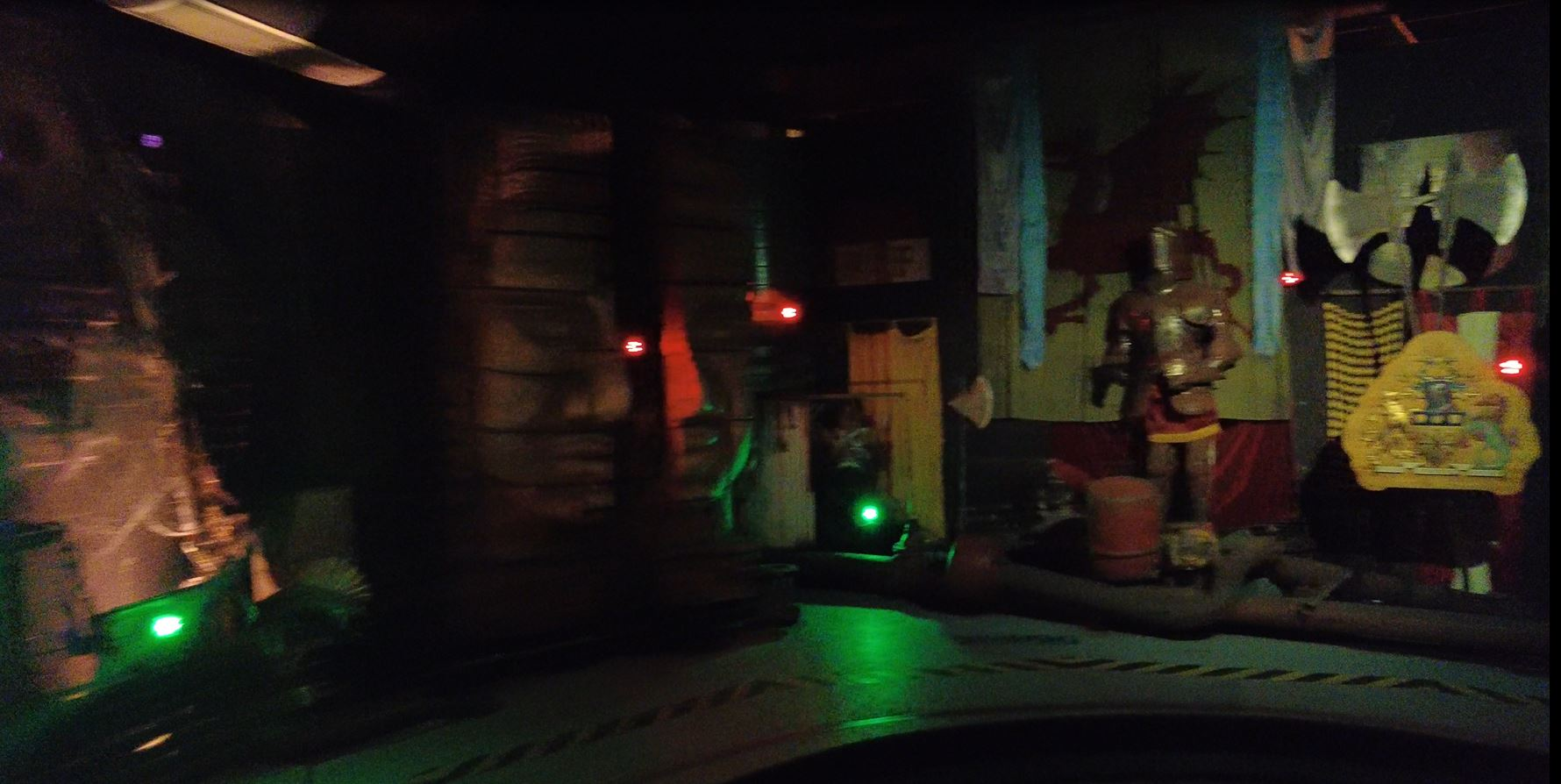
Scène: verwarmingskelder
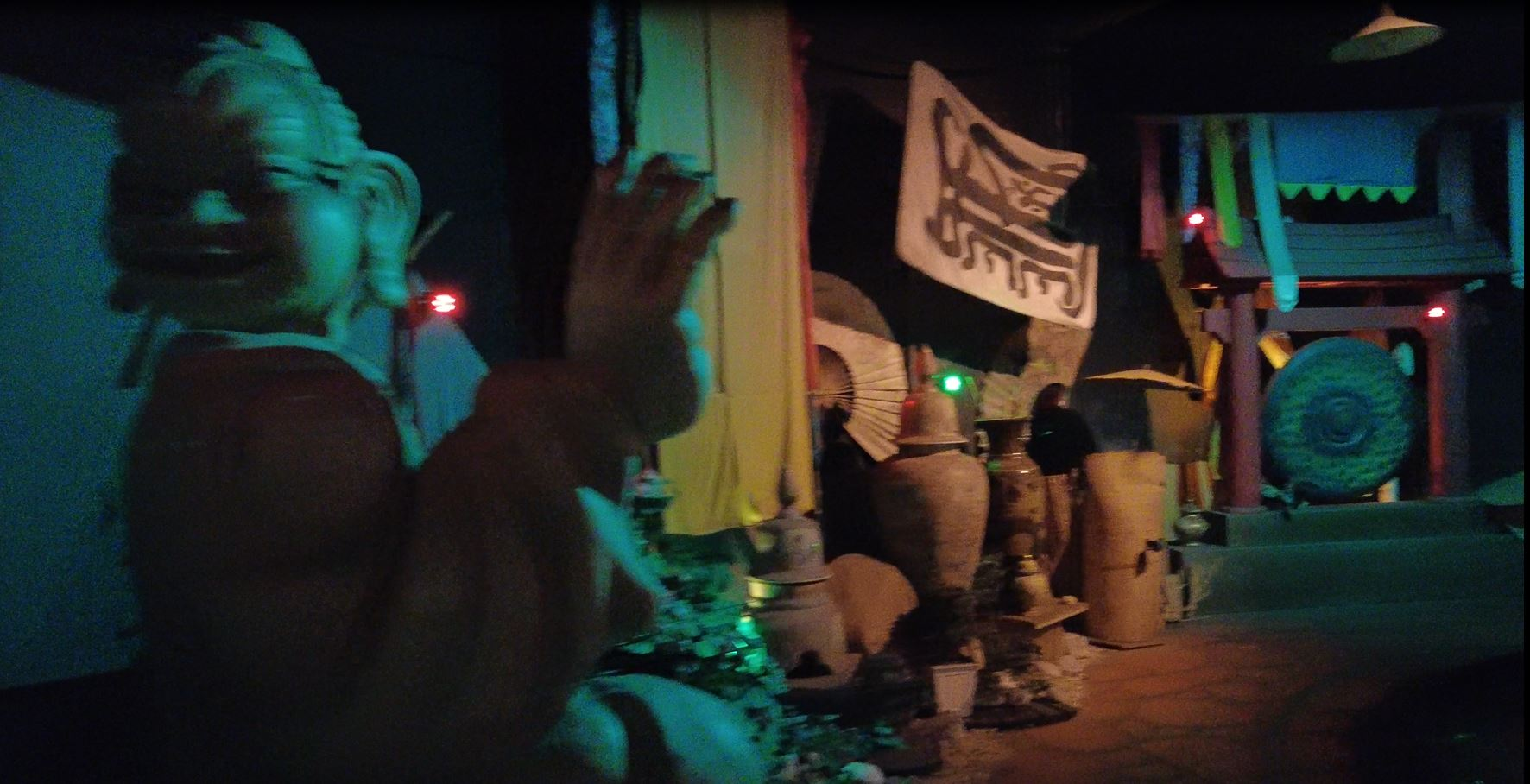
Scène: China
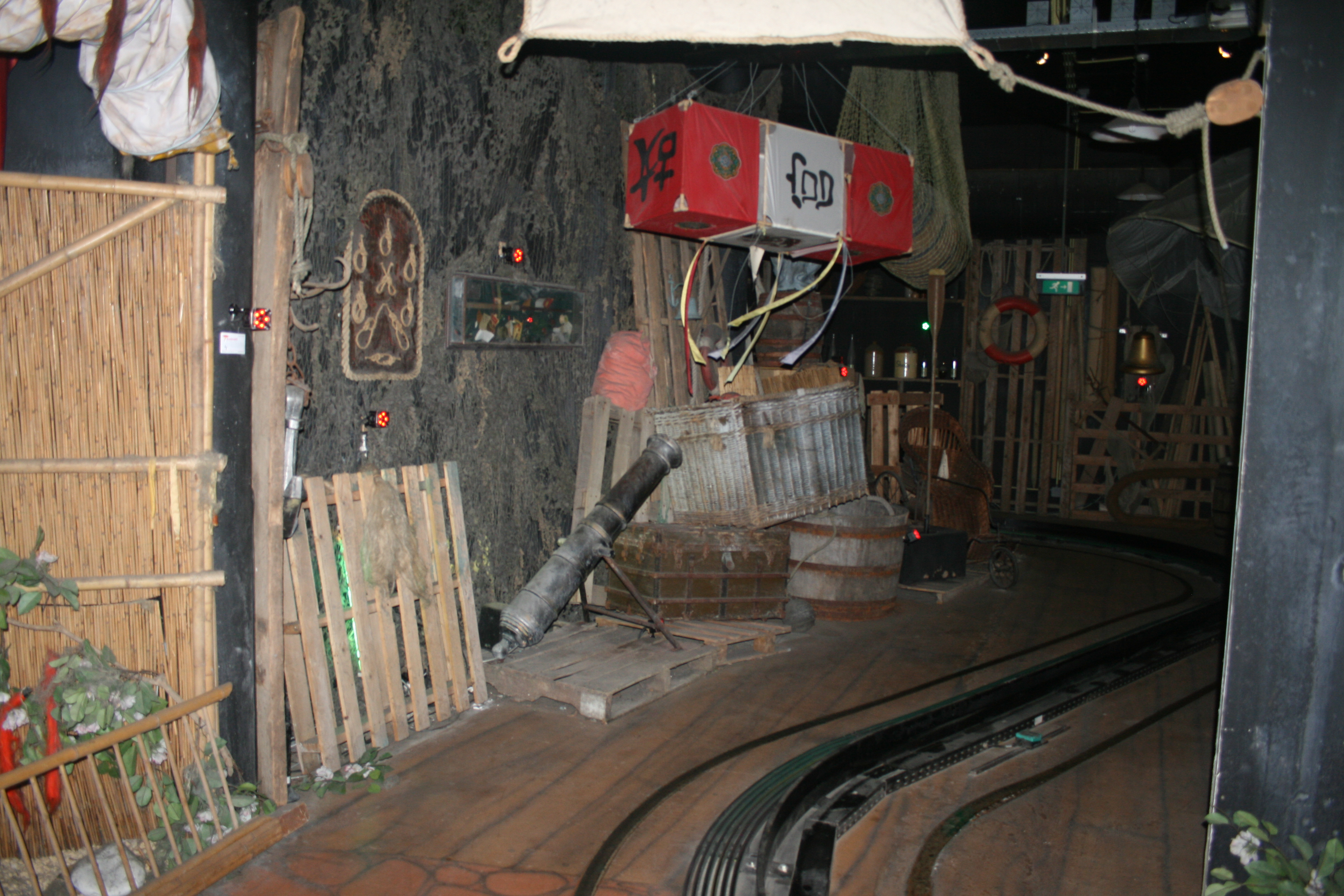
Scène: opslagruimte
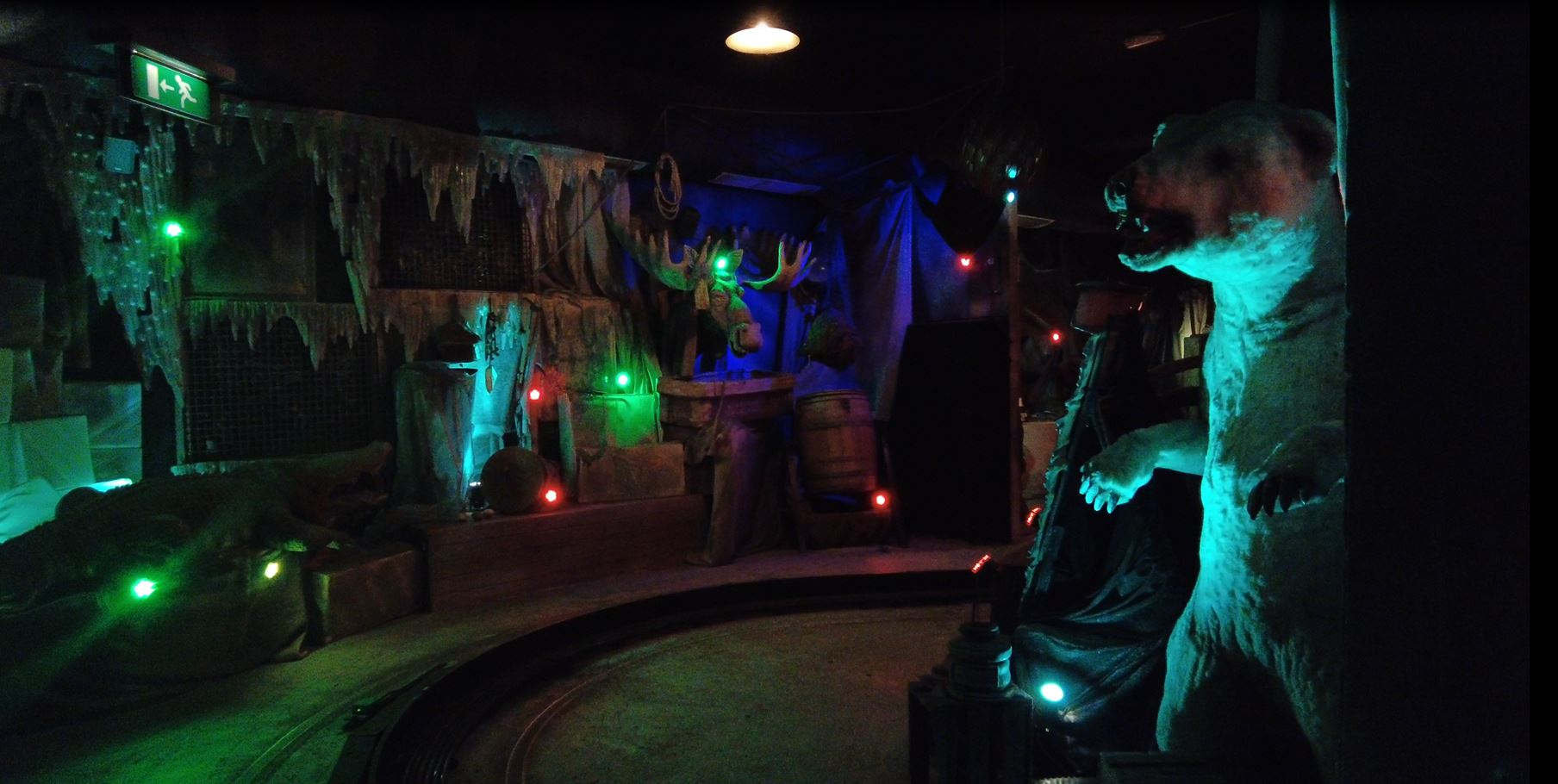
Scène: koele kamer

Afbeeldingen
 · Lijst van attracties